# Матвеева, Наталья Константиновна
Ната́лья Константи́новна Матве́ева (род. 23 мая 1986 в Москве) — российская лыжница, член олимпийской сборной команды России по лыжным гонкам на Олимпиаде в Турине. Неоднократный победитель и призёр этапов Кубка мира по лыжным гонкам.

## Спортивная карьера
12 декабря 2004 года дебютировала на этапах кубка мира в итальянском местечке Лаго ди Тесеро, став 13-й в эстафете. Следующую гонку провела практически спустя год в Дюссельдорфе, где впервые поднялась на подиум этапов кубка мира, заняв третье место.
23 декабря 2009 года Международная федерация лыжного спорта дисквалифицировала спортсменку из-за использования допинга — запрещённого рекомбинантного эритропоэтина. Срок дисквалификации составил 2 года (13 марта 2009 — 12 марта 2011).
27 октября 2010 года выиграла свою первую гонку на этапах кубка мира в немецком Дюссельдорфе в спринте свободным стилем. Здесь же, спустя год, выигрывает вторую гонку. На этот раз в командном спринте.
3 февраля 2016 года заняла третье место в лыжном спринте классическим ходом на этапе Кубка мира в норвежском Драммене.
14 января 2017 года третий раз в карьере поднимается на высшую ступеньку пьедестала почёта, одержав победу в спринте в итальянском Тоблахе.
26 февраля 2017 года вместе с Юлией Белоруковой взяла серебро в командном спринте на Чемпионате мира в финском Лахти.
Интересным фактом является то, что из 18 подиумов на этапах кубка мира половина приходится на гонки в Дюссельдорфе.

## Дисквалификация
22 декабря 2017 года решением Международного олимпийского комитета за нарушение антидопинговых правил аннулированы результаты полученные на  Олимпийских игр 2014 года в Сочи и пожизненно отстранена от участия в Олимпийских играх.

## Статистика выступлений в кубке мира
| Результат | Спринт | Дистанция | Командные гонки | Всего |
| --------- | ------ | --------- | --------------- | ----- |
| 1 место   | 2      | -         | 1               | 3     |
| 2 место   | 7      | -         | 2               | 9     |
| 3 место   | 3      | -         | 3               | 6     |